# Vijay Amritraj
Vijay Amritraj (født 14. december 1953 i Chennai, Indien) er en indisk tennisspiller, der i 1970'erneog 1980'erne var med i den professionelle elite, og var blandt de absolut bedste spillere fra Asien. I løbet af sin tenniskarriere vandt han 16 single- og 13 doubleturneringer. 
Hans bedste placering på verdensranglisten var en 16. plads i single og en 23. plads i double, begge placeringer blev opnået i 1980. Han nåede i  sin karriere at slå de bedste spillere, herunder John McEnroe, Rod Laver, Jimmy Conners og Bjørn Borg. Han var i 70'erne og 80'erne kaptajn på det indiske Davis Cup-hold, der nåede finalerne i 1974 og i 1987. 
Vijay medvirkede i en birolle i James Bond-filmen Octopussy fra 1983, hvor han spillede tennisspilleren Vijay. Han har efterfølgende medvirket i en række mindre roller i tv-serier, bl.a. Star Trek og Walker, Texas Ranger. Ved siden af karrieren som skuespiller er Amritraj i dag sportskommentator.